# Adam Grahn
John Carl Adam Grahn, född 4 november 1984 i Karlskrona, är en svensk musiker, sångare, gitarrist och kompositör. Han är frontfigur och grundare av svenska rockbandet Royal Republic.

## Biografi
Adam Grahn växte upp i Karlskrona i en musikalisk familj. Han är son till musikern och körledaren Håkan Grahn och Monika Lindeborg-Grahn och har en yngre bror, Max Grahn, som är producent, låtskrivare och tidigare trummis i Carolina Liar. Adam Grahn har studerat musik på Musikhögskolan i Malmö. År 2007 bildade han  rockbandet Royal Republic tillsammans med sina studiekamrater gitarristen Hannes Irengård, basisten Jonas Almén och trummisen Per Andreasson.
Med Royal Republic har han gett ut fyra studioalbum. 2010 kom debutalbumet We Are The Royal följt av Save The Nation 2012, Royal Republic and the Nosebreakers 2014, Weekend Man 2016 och Club Majesty 2019. Rockbandet spelar på festivaler och klubbar i Europa och USA, till exempel Rock am Ring, Rock im Park och Highfield-Festival. Bandet Royal Republic har kontrakt med  Vertigo /  Universal Music. 
Adam Grahn är även gästsångare i det svenska allstar-bandet "Stilla Nätters Kapell" i hemstaden Karlskrona. 

## Diskografi
En detaljerad diskografi finns i artikeln Royal Republic.